# Iso Rivolta Fidia
De Iso Rivolta Fidia of Iso Fidia is een vierdeurs sedan die van 1967 tot 1975 in kleine aantallen werd geproduceerd door het Italiaanse Iso Autoveicoli S.p.A.
De Fidia werd in september 1967 voor het eerst aan het publiek gepresenteerd op de Internationale Automobilausstellung te Frankfurt. De officiële perspresentatie vond meer dan een jaar later plaats in februari 1969 in Athene. Op dat moment waren er al vijftien auto's gebouwd. De auto werd in de markt gezet als een unieke combinatie van comfort en sportiviteit. In de folders stond dan ook vermeld "Le quattro poltrone piu veloci del mondo" (de vier snelste stoelen ter wereld). Het was het enige vierdeursmodel van Iso. Een concurrent was aanvankelijk de Maserati Quattroporte die tot 1970 in productie was.
De carrosserie was het werk van Giorgetto Giugiaro, destijds in dienst van Ghia. De hoge ontwikkelingskosten hadden tot gevolg dat de verkoopprijs hoger was dan een Rolls-Royce. 
In 1971 werd het interieur opnieuw ontworpen, waardoor het meer in dezelfde stijl werd gebracht als dat van de Iso Lele. Het houten dashboard werd vervangen door een leren exemplaar wat volgens de commentaren van die tijd eleganter was, maar ook minder praktisch. 
Zoals alle auto's die Iso produceerde waren de Fidia's oorspronkelijk voorzien van een V8-motor van Chevrolet die de auto behoorlijk snel maakte. Vanaf 1973 eiste General Motors vooruitbetaling voor de levering van motoren, wat ertoe leidde dat Iso overschakelde naar Ford als leverancier. Vanaf dan werden de auto's voorzien van een Ford 5.8-liter V8 gekoppeld aan een ZF handgeschakelde vijfversnellingsbak of een automaat van Ford.
In 1971 werden slechts vijftien Fidia's geproduceerd, in 1972 21 exemplaren en in 1973 twintig. In totaal werden 192 Fidia's gebouwd (waarvan 12 met rechtse besturing) tot het faillissement van Iso in 1974.
Beroemde eigenaren van een Fidia waren John Lennon, James Last, Pete Townshend en Sonny Bono.